# Kirjat Ekron
Kirjat Ekron (hebr.: קריית עקרון) – samorząd lokalny położony w Dystrykcie Centralnym, w Izraelu.
Miasteczko jest położone w odległości 23 km na południe od miasta Tel Awiw-Jafa. Na południe od Kirjat Ekron znajduje się duża baza sił powietrznych izraelskiej armii.

## Historia
Osada została założona w 1948.

## Demografia
Zgodnie z danymi Izraelskiego Centrum Danych Statystycznych w 2006 roku w mieście żyło 9,9 tys. mieszkańców, z czego 99% Żydzi.
Populacja miasta pod względem wieku:
| Wiek (w latach) | Procent populacji w % |
| --------------- | --------------------- |
| 0-4             | 7,8%                  |
| 5-9             | 7,5%                  |
| 10-14           | 8,3%                  |
| 15-19           | 9,3%                  |
| 20-29           | 17,4%                 |
| 30-44           | 19,6%                 |
| 45-59           | 18,0%                 |
| ponad 60        | 12,1%                 |

Źródło danych: Central Bureau of Statistics.

## Komunikacja
Przy miejscowości przebiega droga ekspresowa nr 40  (Kefar Sawa–Ketura).

## Miasta partnerskie
- Akron, USA
- Bussy-Saint-Georges, Francja